# Batroc
Georges Batroc, alias Batroc (« Batroc the Leaper » en VO, « le Sauteur » en VF) est un super-vilain évoluant dans l'univers Marvel de la maison d'édition Marvel Comics. Créé par le scénariste Stan Lee et le dessinateur Jack Kirby, le personnage de fiction apparaît pour la première fois dans le comic book Tales of Suspense #75 en mars 1966.
Le personnage est un mercenaire français expert en sport de combat (notamment en savate) qui est un ennemi fréquent du héros Captain America. Il a notamment été membre de l’équipe des Maîtres du mal.
Contrairement à tous les autres protagonistes qui parlent anglais dans les comics, Batroc est le seul personnage qui parle en français (en partie) en version originale.

## Création du personnage
Apparu pour la première fois dans Tales of Suspense #75 en mars 1966, le personnage de Batroc est réapparu dans divers titres Marvel depuis.
Arborant un nouveau costume conçu par l'artiste John Romita Jr., Batroc a servi en tant que principal lieutenant de Klaw dans le premier arc narratif de la relance de la série Black Panther par Reginald Hudlin en 2005.
Le scénariste Mark Waid a décrit le personnage comme étant en avance sur son temps, affirmant qu'il « était un Jean-Claude Van Damme des années 1960 ».

## Biographie du personnage

### Origines et parcours
Batroc, du fait de son accent français très exagéré, sa tendance à insérer des mots français dans ses phrases, son attitude joviale, sa moustache en croc, son manque de super-pouvoirs et son incapacité à gagner un combat, ont fait de lui un personnage plus comique qu'autre chose.

### King in Black
Lors de l’invasion de la Terre par Knull et ses symbiotes, Batroc est engagé par le Caïd pour défendre New York au sein de ses Thunderbolts.

## Pouvoirs et capacités
Bien que Batroc ne possède aucun super-pouvoir, c'est un athlète remarquable possédant une forme physique optimale, et qui pratique l'haltérophilie à un niveau olympique. Il possède aussi une agilité et des réflexes extraordinaires.
En complément de ces capacités physiques, c'est un voleur et un trafiquant expérimenté, qui parle français et anglais. Ayant servi dans la Légion étrangère française, il est aussi très compétent en tactique militaire.
- Les muscles des jambes de Batroc, très bien développés, lui permettent de bondir et faire des sauts à très grande distance.
- C'est un expert en arts martiaux, spécialisé notamment dans la savate, un sport de combat français.

## Citations
Dans la version originale américaine de ses aventures, Batroc parsème ses phrases de mots français (souvent mal structurés), ce qui peut se révéler intéressant pour un lecteur francophone. Il appelle notamment Captain America « Mon capitan » [sic]. Voici d'autres exemples caractéristiques :
- « Zut alors ! », que Batroc emploie souvent dans un contexte pas du tout approprié ;
- « Is it not très formidable ! » ;
- « Nom du chien ! [sic] Your intolerance is insufferable, insupportable ! For that, you shall pay un mille fois ! [sic] »

## Apparitions dans d'autres médias
Sauf indication contraire, les informations mentionnées dans cette section peuvent être confirmées par la base de données cinématographiques IMDb,  présente dans la section « Liens externes ».

### Cinéma

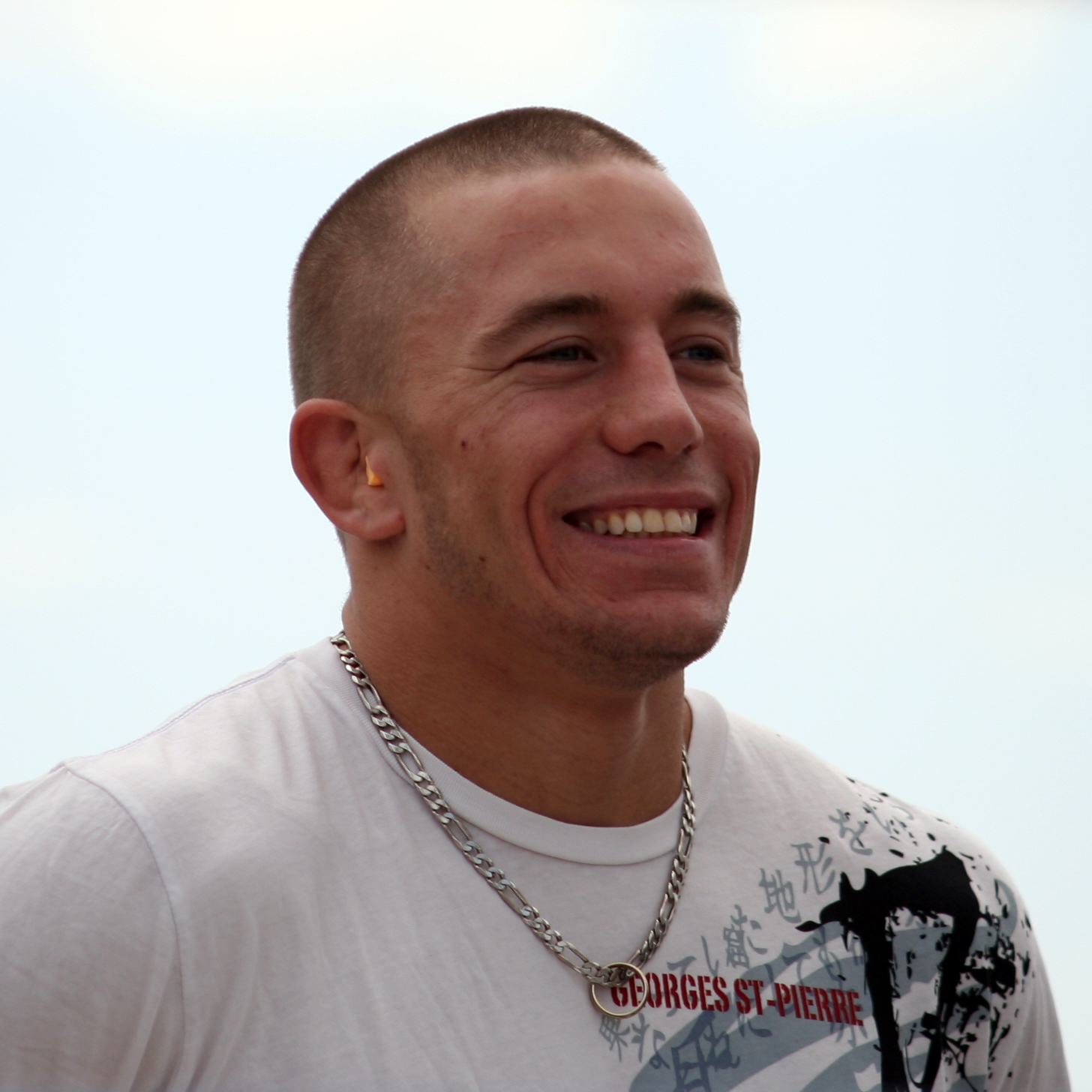
L'acteur Georges St-Pierre incarne le personnage de Batroc dans l'univers cinématographique Marvel.

Dans l'univers cinématographique Marvel, l'acteur Georges St-Pierre incarne le personnage de Batroc, qui est ici montré comme un mercenaire et un pirate franco-algérien. Dans ces films, son aspect mercenaire, son service dans la Légion étrangère et ses talents de combattant sont mis en avant, effaçant son côté comique :
- 2014 : Captain America : Le Soldat de l'hiver réalisé par les frères Anthony et Joe Russo :

Batroc et ses sbires ont pris contrôle du Lemurian Star, la plateforme mobile de lancement de satellites du SHIELD. Il affronte Captain America en duel à main nue, mais est vaincu par ce dernier ; cependant, il réussira à s'enfuir avant d'être capturé par le SHIELD.
- 2021 : Falcon et le Soldat de l'Hiver (mini-série) :

Batroc continue ses activités de mercenaire et voit une de ses opérations échouer à cause de Falcon. Désirant prendre sa revanche, il offre ses services au gang des Flag-Smashers. Ayant découvert la véritable identité de la criminelle internationale surnommée « Power Broke », il sera abattu par celle-ci.

### Télévision
- Ultimate Spider-Man (série d'animation, 2012-2017) :

Dans cette série, les capacités athlétiques de Batroc (en particulier ses capacités de sauts acrobatiques) et son côté bouffon sont mis en avant. Cependant, il est très facilement battu par Spider-Man et son équipe.
- What If...? (série d'animation, depuis 2021) :

Batroc apparaît dans le dernier épisode de la première saison de la série, en tant qu'ancien combattant français de la « cellule action » de la Direction générale de la Sécurité extérieure (DGSE). Avant d'être démobilisé, il comptait 36 missions meurtrières. Il devient ensuite un pirate à la tête d'un groupe de mercenaires, qui prennent en otage des agents du SHIELD à bord du Lemurian Star (le satellite mobile du SHIELD). Il sera finalement neutralisé par Natacha Romanoff.